# 杨绍华 (政治人物)
杨绍华（1973年2月—），河北省盐山县人，中华人民共和国政治人物。

## 生平
1973年2月，杨绍华出生在河北省盐山县。
杨绍华先后出任盐山县人民政府副县长，中国共产党孟村县委员会常务委员、常务副县长，渤海新区南大港产业园区党委书记、管委会主任，沧州市发改委党组书记、主任。
2023年7月，杨绍华调到唐山市代管的遵化市出任中国共产党遵化市委员会书记，同年12月兼任市人武部党委第一书记。

### 落马
2024年12月28日，杨绍华涉嫌严重违纪违法，接受河北省纪委监委纪律审查和监察调查。